# O Delfim (livro)
O Delfim (1.ª ed. Moraes Editores, Lisboa, 1968) é uma obra do escritor português José Cardoso Pires, publicada pela primeira vez no ano de 1968. Foi adaptado ao cinema pelo cineasta Fernando Lopes. É geralmente considerada a obra-prima de Cardoso Pires.

## Enredo
| “ | Cá estou. Precisamente no mesmo quarto onde, faz hoje um ano, me instalei na minha primeira visita à aldeia e onde, com divertimento e curiosidade, fui anotando as minhas conversas com Tomás Manuel da Palma Bravo, o Engenheiro. | ” |

Assim começa esta obra tão relevante para a literatura portuguesa.
A história tem início com a chegada de um pacato escritor à aldeia da Gafeira (aldeia fictícia). Esta, à semelhança de tantas outras, é uma terra marcadamente rural onde predomina uma mentalidade tradicionalista e tipicamente provinciana. Não é por isso de admirar que o misterioso caso da morte da mulher e do criado do conceituado engenheiro Tomás Manuel da Palma Bravo dê asas a todo o tipo de comentários e especulações por parte dos populares. É neste ambiente que é recebido o escritor que nos narra a história. Este é um homem que pertence claramente a um contexto mental diferente do partilhado pelos habitantes da Gafeira e apenas o seu gosto pela caça o faz deslocar-se a esta povoação. Estas mortes peculiares fazem-no porém recordar os tempos em que era visita da casa de Tomás Manuel e despontam no seu interior uma certa curiosidade em descobrir mais sobre o trágico fim da enigmática esposa Maria das Mercês e de Domingos, o fiel servente da casa Palma Bravo.

## Personagens
- Narrador
- Engenheiro Tomás Manuel da Palma Bravo
- Domingos
- Maria das Mercês
- Velho cauteleiro
- Hospedeira da pensão